# Wilhelm Wessel
Wilhelm Wessel (* 29. Mai 1904 in Iserlohn; † 3. Juni 1971 ebenda) war ein deutscher Maler und Grafiker und ein wichtiger Vertreter des Informel.

## Leben
Wilhelm Wessel pflegte 1923 erste Kontakte mit den Malern Kurt Schwitters und Wassily Kandinsky. Nach ausgedehnten Reisen durch Griechenland und Vorderasien nahm er 1928 ein Studium in Berlin an der Staatlichen Hochschule für Kunst auf (Lehrer unter anderem Karl Hofer) und beendete dieses 1931 mit dem Examen für das künstlerische Lehramt. In den folgenden Jahren war er zunächst als Lehrer tätig, eigene künstlerische Werke entstanden nebenbei. 1934 heiratete er die Künstlerin Irmgart Wessel-Zumloh.
1937 wurde eine frühe Zeichnung Wessels in einem Museum in Münster von den Nationalsozialisten als „entartet“ beschlagnahmt, weswegen er seinen Stil bis Ende des Zweiten Weltkriegs anpasste und seinen Fokus auf Landschaften und Porträts legte. Er zum Kriegsdienst eingezogen wurde und diente als Soldat sowie Kriegsmaler. Sechs seiner dabei entstandenen kriegsverherrlichenden Zeichnungen wurden 1943 auf der Großen Deutschen Kunstausstellung in München gezeigt, unter anderem die Pastellbilder „Brennende Feindpanzer vor der Stellung“ und „Bunkerlinie in der ägyptischen Wüste“.
Nach seiner Entlassung aus dem Kriegsdienst ließ er sich 1945 in seiner Heimatstadt Iserlohn nieder und begann als freischaffender Künstler zu arbeiten. 1954 erhielt Wessel den Kunstpreis der Stadt Iserlohn.
Wilhelm Wessel erlangte in den 1950er Jahren erste Bekanntheit durch seine informellen, dunkeltonigen Bilder, mit reliefartigem, erdigem Farbauftrag mit Fugen und Rissen. Später steigerte er das Materialbetonte seiner Malerei durch Verwendung von Stofffetzen, Zeitungsausrissen und Ähnlichem. In den sechziger Jahren entstanden reliefhafte Bilder mit hellem Hintergrund und unruhigem, linearen Strukturen. Sie ebneten den Weg zu Wessels eigenwilligen Schriftbildern und Schriftcollagen, die er von 1967 bis zu seinem Tode 1971 schuf.
1954 initiierte Wilhelm Wessel die ersten deutschen Ausstellungen im Ausland, so im Stedelijk Museum in Amsterdam und in Zusammenarbeit mit dem französischen Kunsthändler Rene Drouin eine vielbeachtete Ausstellung im Cercle Volney in Paris. Seine Arbeiten wurden auf zahlreichen großen Einzelausstellungen und bei wichtigen Gemeinschaftsausstellungen gezeigt. Im März 1958 zeigte die Galerie Stadler in Paris, von der er bereits seit 1956 weltweit vertreten wurde, eine Schau mit Werken von Wilhelm Wessel und Emil Schumacher. Ab 1956 nahm Wilhelm Wessel an wichtigen internationalen Ausstellungen der «art autre» teil.
Von 1952 bis 1957 war Wilhelm Wessel Vorsitzender des Westdeutschen Künstlerbundes, den er zusammen mit Herta Hesse, der damaligen Leiterin des Karl-Ernst-Osthaus Museums in Hagen, sowie dem Künstler Eberhard Viegener gegründet hatte.
Zahlreiche Werke von Wilhelm Wessel befinden sich in öffentlichem Besitz sowie in privaten Sammlungen.

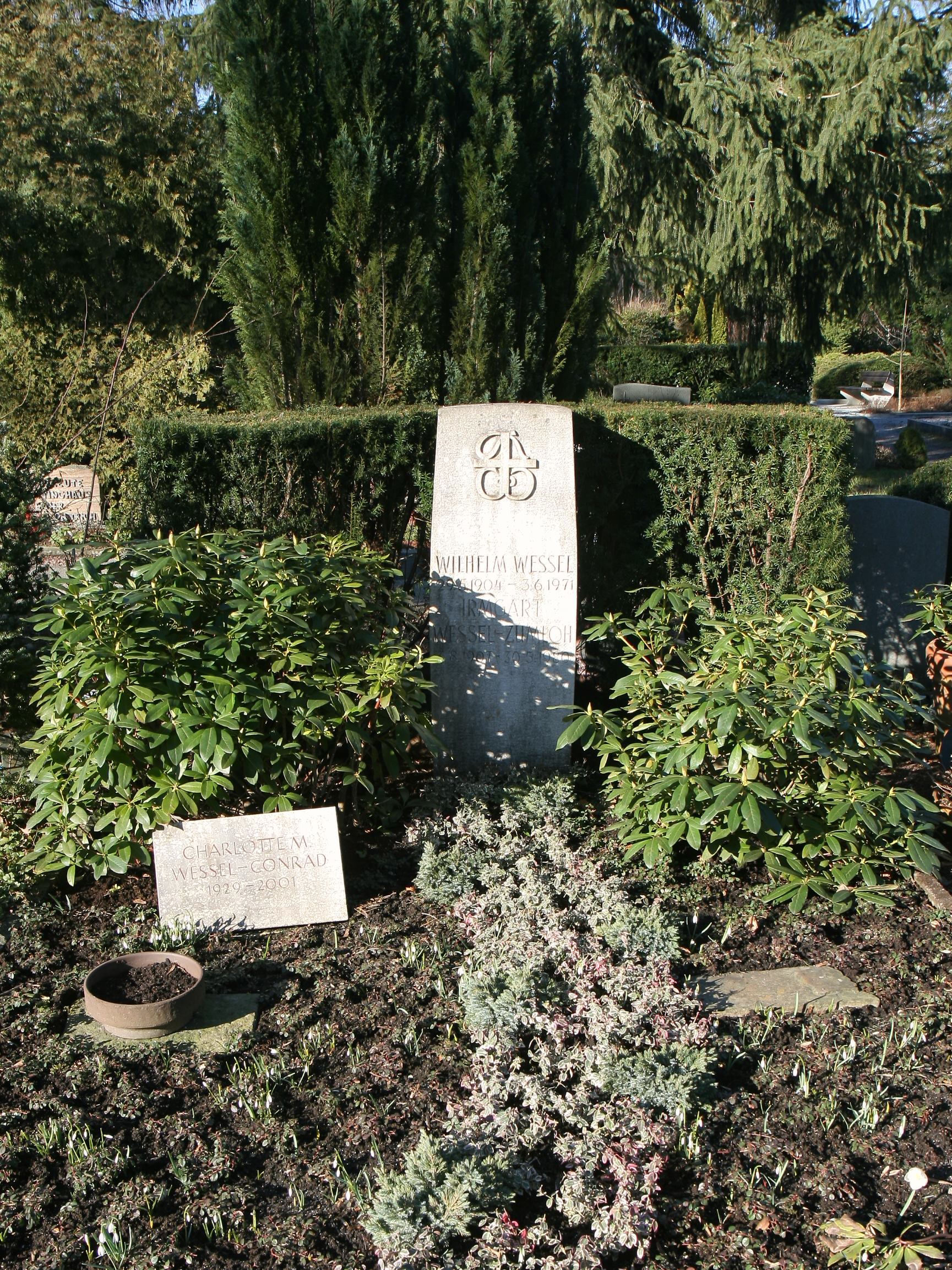
Grabstätte der Eheleute Wessel auf dem Iserlohner Hauptfriedhof

Sein Wohnhaus und Atelier in der Gartenstraße in Iserlohn beherbergt heute die Villa Wessel, dort den Kunstverein „Wilhelm Wessel / Irmgart Wessel-Zumloh e. V.“. Der Verein hat sich zur Aufgabe gemacht, den künstlerischen Nachlass des Ehepaares Wessel aufzuarbeiten und zu pflegen. Es werden zusätzlich Ausstellungen von der Klassischen Moderne bis hin zu wichtigen zeitgenössischen Tendenzen gezeigt, mit dem Schwerpunkt der frühen Nachkriegskunst und damit dem künstlerischen Umfeld der Wessels.

## Ausstellungen

### Einzelausstellungen
- Städtisches Gustav-Lübcke-Museum Hamm 1933
- Galerie Springer Berlin 1956
- Galerie Stadler Paris 1958, 1960 und 1963
- Galerie Parnass Wuppertal 1959
- Galerie Renate Boukes Wiesbaden 1959
- Galerie nächst St. Stephan Wien 1960
- Freie Künstlergemeinschaft Schanze Münster 1960
- Galerie „L’immagine“ Turin 1961
- Galerie Müller Stuttgart 1961
- Neue Galerie im Künstlerhaus am Lenbachplatz 1961 München 1962
- Galerie Emmy Widmann Bremen 1964
- Galerie Buchholz München 1968
- Osthaus Museum Hagen 1969
- Museum Ostwall Dortmund 1965 und 1970
- Kunsthalle Bielefeld 1970
- Städtisches Suermondt Museum Aachen 1971
- Märkisches Museum Witten 1971
- LWL-Landesmuseum für Kunst und Kulturgeschichte Münster 1973 und 2002
- Städtische Kunsthalle Mannheim 1977
- Galerie Nothelfer Berlin 1978
- Galerie Schübbe Düsseldorf 1981
- Galerie Hachmeister Münster 1982 + 1985.
- Villa Wessel in Iserlohn 1991, 1992, 1994, 1996, 1997, 1999, 2010 und 2017
- Otto-Dix-Haus Gera 2003.
- Emil Schumacher Museum Hagen, „Verwandlung als Prinzip“, 2023.

### Gemeinschaftsausstellungen
- Große Deutsche Kunstausstellung in München, 1943
- Stedelijk Museum Amsterdam, 1954 und 1956
- Cercle Volney Paris, 1955
- IX. Premio Lissone Italien, 1955
- XXIX. Biennale von Venedig, 1958
- International Art Festival Osaka, Kyoto und Tokio, 1958
- Internationale Kunstmesse Art Basel, 1970 und 1973

Wilhelm Wessel nahm an weiteren internationalen Ausstellungen in Madrid, Paris, Barcelona, Turin, Buenos Aires und Peru teil.
Seit 1950 kam es auch zu zahlreichen Beteiligungen an den Ausstellungen des Westdeutschen Künstlerbundes. Wessel beteiligte sich außerdem als ordentliches Mitglied des Deutschen Künstlerbundes zwischen 1953 (in der Kunsthalle Hamburg) und 1970 (im Rheinischen Landesmuseum in Bonn) an insgesamt zwölf großen DKB-Jahresausstellungen.